# GIOVE-A

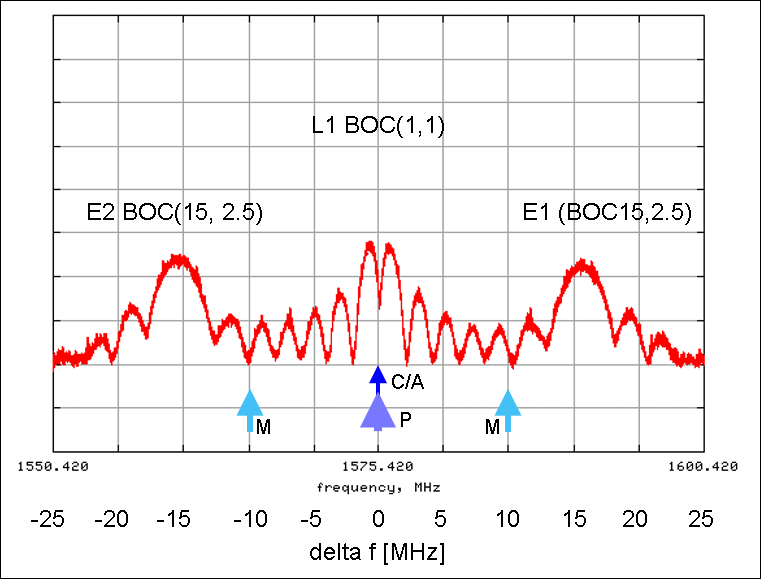
moonzum s

GIOVE-A é uma sonda espacial não tripulada lançada em 28 de dezembro de 2005 pela Agência Espacial Europeia - ESA, destinada a ser o primeiro de dois satélites teste para o projeto de posicionamento global europeu, denominado de Galileu  O Giove-A é um acrônimo de "Galileu in-orbit validation element". O segundo satélite teste se chamará Giove-B e se espera que venha a ser lançado em Abril de 2006.
O satélite tem uma massa de 600 quilos e foi colocado em órbita por um foguete Soyuz da base de lançamento de Baikonur, no Cazaquistão. A sonda Giove-A juntamente com a sonda Giove-B irão testar tecnologias fundamentais para a implementação do projeto Galileo, que consiste no sistema de navegação por satélite denominado de Satnav, que a Europa pretende lançar em 2010. O projeto Galileo pretende ser um concorrente do GPS - (Global Positioning System), dos Estados Unidos, usado atualmente por aparelhos de navegação por satélite. Com esta nova rede, os países da União Europeia terão acesso a um serviço de tempo e localização no espaço independente dos Estados Unidos.
A sonda Giove-A irá verificar a atuação em órbita do relógio atômico mais preciso já enviado ao espaço. Este mecanismo é uma das chaves da precisão do Galileu, já que permitirá combinar dados em tempo real procedentes de diferentes satélites com um pequeno erro de tempo. Graças ao relógio, o sistema europeu poderá localizar um ponto na Terra com um erro de um metro, frente aos 15 metros do atual GPS. A sonda Giove-A e B proporcionarão informação sobre as particulares condições que existem na chamada órbita média, dados que servirão para os 30 satélites da rede Galileu.
Em 2008 está previsto que a ESA já tenha os quatro primeiros satélites operacionais do Galileu, o número mínimo para que o sistema possa entrar em funcionamento. O projeto Galileo é um empreendimento conjunto da União Europeia e da Agência Espacial Europeia. O Giove-A também tem a importante tarefa de assegurar as radiofreqüências distribuídas no Galileo conforme a União Internacional de Telecomunicações.